# Schizochilus crenulatus
Schizochilus crenulatus är en orkidéart som beskrevs av Hans Peter Linder. Schizochilus crenulatus ingår i släktet Schizochilus och familjen orkidéer.
Artens utbredningsområde är Mpumalanga. Inga underarter finns listade i Catalogue of Life.